# Izac Nunumete
Izac Nunumete (Blerick, 19 januari 1958) is een Nederlands oud-voetballer van Molukse afkomst die in het verleden onder andere als semiprof speelde voor FC VVV. Hij gold als een spijkerharde verdediger.

## Loopbaan
Nunumete werd geboren in kamp Blerick, maar verhuisde op jonge leeftijd evenals veel andere Molukkers naar de Molukse wijk Hagerhof in Venlo. In 1978 maakte hij van VOS de overstap naar het betaald voetbal. Al in zijn eerste seizoen bij VVV maakte hij op 25 oktober 1978 zijn debuut in de bekerwedstrijd bij Sparta.
In totaal maakte Nunumete vijf seizoenen deel uit van de VVV-selectie waar hij doorgaans als rechtsback speelde. In 1983 voerde VVV-trainer Sef Vergoossen een verjonging door waar onder andere Nunumete de dupe van werd. Hij moest plaats maken voor Stan Valckx. Nunumete keerde terug naar de amateurs.

## Moluks Elftal
Izac Nunumete maakte deel uit van het Moluks Elftal dat van 24 mei tot 10 juni 1988 een trip maakte naar Indonesië. In goed gevulde stadions wonnen de Molukse voetballers vier van de zes duels. De 'finale' tegen het nationale team van Indonesië in stadion Seneyan in Jakarta op 7 juni eindigde in 0-0 na een felle strijd. Verdediger Nunumete speelde onder meer samen met Simon Tahamata, Ton Pattinama, Bart Latuheru en Jerry Taihuttu.  

## Profstatistieken
| Seizoen         | Club            | Competitie      | Competitie | Competitie | Beker | Beker | Overige | Overige | Totaal | Totaal |
| Seizoen         | Club            | Competitie      | Wed.       | Dlp.       | Wed.  | Dlp.  | Wed.    | Dlp.    | Wed.   | Dlp.   |
| --------------- | --------------- | --------------- | ---------- | ---------- | ----- | ----- | ------- | ------- | ------ | ------ |
| 1978/79         | FC VVV          | Eredivisie      | 11         | 0          | 1     | 0     | —       | —       | 12     | 0      |
| 1979/80         | FC VVV          | Eerste divisie  | 15         | 0          | 1     | 0     | —       | —       | 16     | 0      |
| 1980/81         | FC VVV          | Eerste divisie  | 17         | 0          | 0     | 0     | —       | —       | 17     | 0      |
| 1981/82         | FC VVV          | Eerste divisie  | 22         | 0          | 1     | 0     | 6       | 0       | 29     | 0      |
| 1982/83         | FC VVV          | Eerste divisie  | 8          | 0          | 0     | 0     | 1       | 0       | 9      | 0      |
| Carrière totaal | Carrière totaal | Carrière totaal | 73         | 0          | 3     | 0     | 7       | 0       | 83     | 0      |